# Auchy-lès-Hesdin

Auchy-lès-Hesdin este o comună în departamentul Pas-de-Calais, Franța. În 1 ianuarie 2022 avea o populație de 1.517 de locuitori.